# Lễ cấm bản
Lễ cấm bản tiếng Hà Nhì gọi gạ ma thú là một nghi lễ của đồng bào dân tộc Hà Nhì, bản Mé Gióng, Ka Lăng, Mường Tè, Lai Châu. 

## Thời gian
Lễ diễn ra vào tháng 2 âm lịch, với nhiều lễ nghi, tiệc rượu thể hiện đời sống tâm linh, tính cộng đồng làng bản sâu sắc, trong thời gian 5 ngày.
bà con đã thực hiện 14 lễ nghi. 

## Ngày đầu tiên (ngày con hổ)
Cúng thần rừng, thần núi tại khu rừng cấm của bản. Tất cả trai tráng lực lưỡng tập trung mang lợn, xôi, gà lên cúng thần để tạ ơn các vị thần năm qua đã che chở cho dân bản được khỏe mạnh, an lành, cây quả tốt tươi. Cũng là để cầu cho năm tới cây trồng, vật nuôi được sinh sôi nảy nở, phù hộ cho dân bản săn được con hưu, con nai…
Chuẩn bị trang phục cho ngày lễ, sau khi cúng xong, dân bản chia mỗi gia đình ít thịt về làm lễ tại gia, do người phụ nữ chịu trách nhiệm cúng và hưởng lễ. Trai tráng, đàn ông thì ở lại khu rừng già ăn uống, chúc tụng nhau sang năm mới đi nương, đi rừng được các vị thần phụ hộ, săn bắn được nhiều thú.

## Ngày thứ hai cúng Cá Tu Tu (cúng chó)
Được tổ chức ngay đầu bản và có đầy đủ dao, rựa, cung tên… những công cụ thường ngày bên bà con mỗi khi đi rừng, đi nương. Đây được coi là nghi lễ khá hoàn chỉnh, vị thần Cá Tu Tu có nhiệm vụ bảo vệ an ninh trật tự của bản, chống trộm cắp, không cho thú dữ vào bản cắp gia súc, gia cầm.
Giã gạo làm bánh, sau khi thịt chó, dân bản lấy 4 chân chó và làm biểu tượng con diều hâu bị buộc chân treo lên đầu bản và cuối bản thể hiện rằng đã có thần Cá Tu Tu bảo vệ, thú dữ không thể vào bản được.

## Ngày thứ ba
Người phụ nữ dậy sớm đồ xôi, làm bánh dầy. Vui chơi trong những ngày lễ, người phụ nữ Hà Nhì lộng lẫy với những bộ trang phục rực sắc màu, tổ chức múa hát, chơi đánh cầu lông gà.
Trai tráng chuẩn bị mổ lợn
Người Hà Nhì rất hiếu khách, ngày kết thúc lễ, tiễn chúng tôi đến mó nước đầu bản, mọi người ai cũng rưng rưng nước mắt: à Pa Pi Po – mạnh khỏe nhé, nhớ mùa lễ năm sau lại về với dân bản.

## Trong các ngày thứ tư, năm
Thực hiện các nghi lễ nghi còn lại: cúng thần mó nước, thần lửa, thần thổ địa, thần gió, ném cơm vàng…

## Các nghi thức sau mỗi lễ
Sau các buổi lễ, các gia đình đều nhiệt tình mời khách về gia đình mình thưởng thức rượu ngô nếp thơm lừng được chưng cất từ trước, cơm nếp đồ, bánh dầy được mang ra. Theo quan niệm từ đời trước, gia đình nào có nhiều khách đến nhà chơi, năm đó làm ăn thuận lợi, gặp nhiều nay mắn. Sau bữa ăn, mọi người vo tròn cơm nếp ném vào nhau với mong muốn năm sau thóc gạo dư thừa. Ai ném trúng vào người khác, năm đó không bị ốm đau, đi săn sẽ được con thú, đi làm nương sẽ có hạt thóc hạt ngô. Thanh niên thì ném nhau để tìm bạn tình, vợ chồng ném nhau sẽ gắn bó keo sơn, con đàn cháu đống, đời đời không lìa xa nhau…